# Avon Championships of Los Angeles 1981
L'Avon Championships of Los Angeles 1981 è stato un torneo di tennis giocato sul sintetico indoor. È stata l'8ª edizione del torneo, che fa parte del WTA Tour 1981. Si è giocato a Los Angeles negli Stati Uniti, dal 2 al 9 marzo 1981.

## Campionesse

### Singolare
Martina Navrátilová ha battuto in finale  Andrea Jaeger con il punteggio di 6–4, 6–0

### Doppio
Susan Leo /  Kim Sands hanno battuto in finale   Marita Redondo /  Peanut Louie con il punteggio di 6–1, 4–6, 6–1